# Fonolitowy foidyt
Fonolitowy foidyt, fonofoidyt, alkaliczno-skaleniowy foidyt – zasadowa skała magmowa, wulkaniczna.
Skaleniowce, głównie nefelin i leucyt stanowią 60–90% minerałów jasnych. Pozostałe, to skalenie alkaliczne, podrzędnie plagioklazy. Minerały ciemne stanowią 4-45% całej skały.
Mieści się w polu 15a diagramu QAPF skał wulkanicznych.
W klasyfikacji TAS foidyt zajmuje pole F (foidyty).
Posiadają strukturę drobnoziarnistą, bardzo często porfirową.
Głównymi foidytami są nefelinit i leucytyt.